# Klubi Futbollistik Prishtina
O Klubi Futbollistik Prishtina (ou KF Prishtina, Albanês: Klubi Futbollistik Prishtina) é um clube de futebol sediado na cidade de Pristina, Kosovo.[a] O clube participa da Superliga Kosovar de Futebol.

## História
O clube foi fundado em 1922 sob o nome de Gajret. Posteriormente, foi mudando para Proteler, Kosova e finalmente Prishtina. No período em que jogou no sistema de futebol jugoslavo, o clube foi conhecido pela forma sérvio-croata: Priština (Alfabeto Sérvio: ФК Приштина).
O Prishtina é o clube kosovar que mais chegou longe em Liga dos Campeões da UEFA, chegando duas vezes na fase de grupos em 1994-95 e 1996-97, sendo que na edição de 1994-95 o clube chegou até as Oitavas de Final, sendo eliminado pelo Ajax. O clube também chegou até ás Quartas de Final da Liga Europa da UEFA em 1999-00, apenas sendo eliminado pelo Leeds United
1922-1926: Início do FC Prishtina (Futboll Klub Kosova)
O futebol no Kosovo é jogado e desenvolvido desde 1919, logo após o fim da Primeira Guerra Mundial. Muitos soldados e oficiais desmobilizados, bem como estudantes que estudavam em universidades na França, Suíça, Itália, Áustria, Inglaterra, Bucareste, Budapeste e outros lugares, começaram a retornar aos seus países de origem. Assim, um aluno do Samerslen College Grenoble (França) trouxe a primeira bola de futebol para Prishtina em 1919. Este presente ele recebeu de um médico de onde veio.

Em 1942, Prishtina competiu no grupo norte do Campeonato albanês de 1942 terminando em quarto e baixo lugar de seu grupo.

## Títulos
O Prishtina tem ao total 37 títulos pelo futebol, são: 11 Campeonatos Kosovares, 7 Copas de Kosovo, 9 Copas da Liga Kosovar e 10 Supercopas de Kosovo